# 의사 (법)

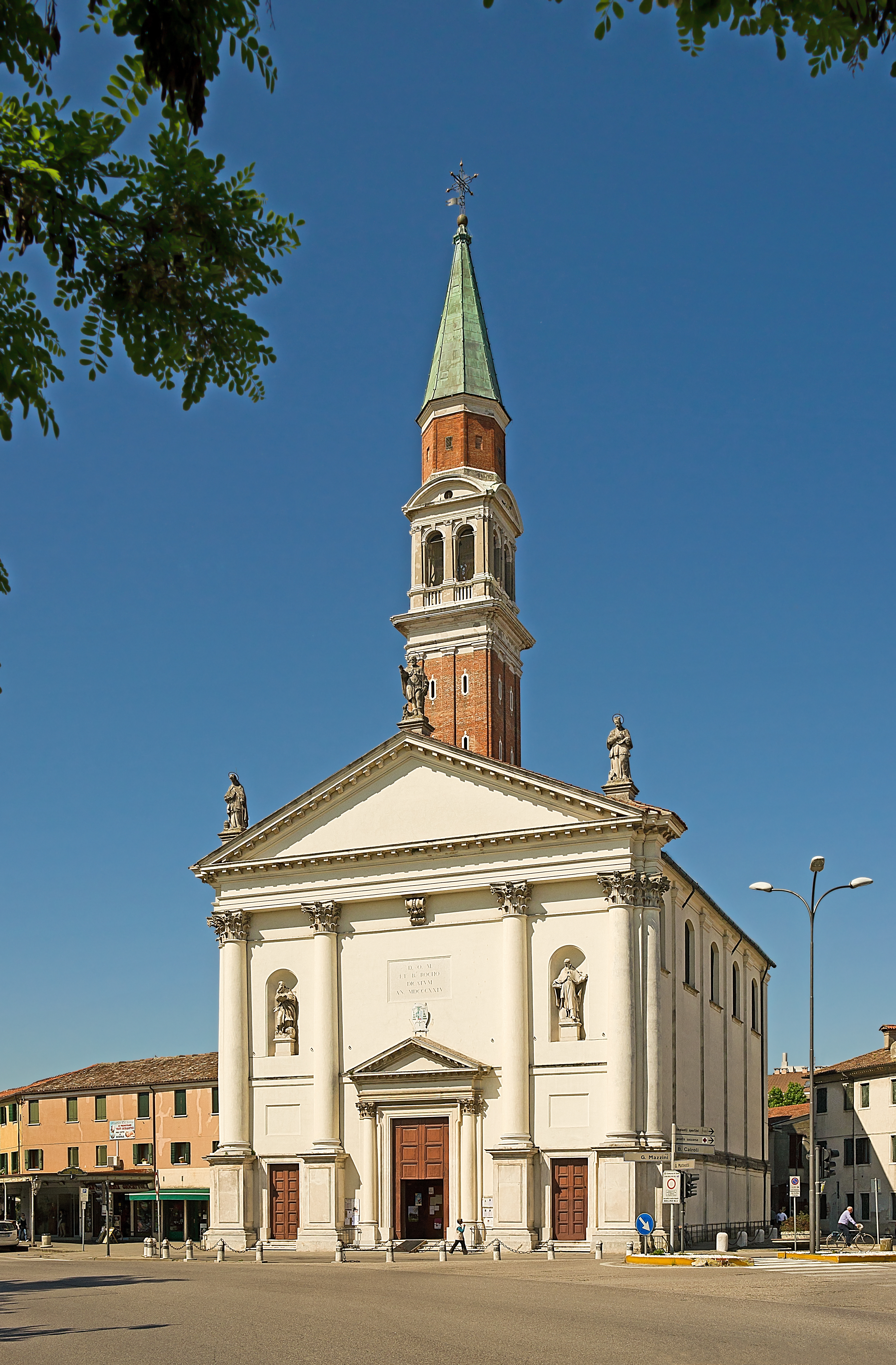

의사(영어: intent)는 어떤 효과를 발생시키기 위해 특정수단을 취하고자 하는 목적의 의도를 말한다. 단순히 일정한 효과에의 욕구를 유도하는 데 그치는 연유, 동기와 구별된다.

## 영미법
불법행위에서 의사는 행위의 불법성을 따지는 데 중요한 기능을 한다. 예를 들어 어떤 행위가 과실인지 의도적인지를 파악하는 것이 배상액을 결정하는 데 중요하다.

## 같이 보기
- 고의
- 의도성
- 동기 부여
- 고의 (법)

## 참고 문헌
- 이태희, 임홍근, 《법률영어사전》, 법문사, 2007. (ISBN 8918010516)